# شمال (گینه بیسائو)
شمال (به لاتین: North) یک منطقهٔ مسکونی در گینه بیسائو است که در گینه بیسائو واقع شده‌است.